# Derechos humanos en Corea del Sur
Los derechos humanos en Corea del Sur están codificados en la Constitución de la República de Corea, que recopila los derechos legales de sus ciudadanos. Estos derechos están protegidos por la Constitución e incluyen enmiendas y referéndum nacional. Estos derechos han evolucionado significativamente desde los días de la dictadura militar hasta el estado actual de democracia constitucional con elecciones libres y justas para la presidencia y los miembros de la Asamblea Nacional. En ambas partes de Corea, los derechos humanos están legalmente protegidos por la Constitución, aunque la práctica y ejecución de estos derechos son insignificantes en la parte norte de Corea, la República Popular Democrática de Corea.
La democracia surcoreana ha protegido legalmente los derechos de los individuos políticos, civiles y socioeconómicos, aunque existen limitaciones e incluso discriminación contra ciertos grupos. Estos grupos que están certificados como grupos en riesgo comprenden mujeres, lesbianas, gais, bisexuales y personas transgénero (LGBT) y minorías raciales y étnicas como refugiados y migrantes.
Según el índice Freedom in the World, se considera que Corea del Sur tiene un alto historial de derechos humanos en la categoría de libertad humana en derechos civiles y políticos, con 83 puntos de los 100 puntos. 
En la Constitución, los ciudadanos tienen los derechos de libertad de expresión, prensa, petición y reunión de sus nacionales.

## Historia
El surgimiento de los derechos humanos se remonta a la dinastía Choson (1392-1910) con los reformadores del movimiento de la ilustración Kim Ok-Kyun, So Chae-p'il y Pak Yong-Hyo . Antes de eso, los ideales políticos tradicionales se basaban en los neoconfucianos que se centraban predominantemente en la responsabilidad paternalista del gobierno y su gobierno. En el siglo XIX, estas ideas se transformaron en la igualdad de género y clase social.
Estas ideas se difundieron durante el período colonial japonés (1910-1945) y solidificaron los derechos civiles y políticos en 1919 en Shanghái por parte de los refugiados coreanos. Dentro de Corea, la circulación de las ideas de derechos proporcionó experiencia en la organización y estrategia de protesta. Ya que bajo el dominio colonial, muchos coreanos experimentaron estándares legales duales y abusos como la tortura por parte de los japoneses. Por lo tanto, los nacionalistas coreanos persiguieron el establecimiento de un sistema legal. 
Después de la liberación del dominio japonés en 1945, la ejecución de los derechos humanos se vio obstaculizada por factores como la división de la parte norte y sur y su conflicto ideológico. Además, las prácticas del dominio colonial japonés todavía estaban vigentes y promulgadas. La intervención de los asesores estadounidenses para prevenir el uso de la fuerza y la violencia en casos políticos fue infructuosa, así como el patrocinio de reformas legales. Estos conflictos continuaron en la presidencia de Park Chung-hee.
En 1967, la KCIA fabricó una red de espías, encarcelando a 34 ciudadanos, para solidificar el gobierno de Park Chung-hee.
Después de la Masacre de Gwangju en 1980, se expresó cada vez más el deseo público de democracia y mayores libertades civiles; los años previos a los Juegos Olímpicos de Seúl de 1988 vieron un aumento en la actividad a favor de la democracia que obligó a celebrar elecciones libres en 1992, lo que llevó al poder al activista de derechos humanos Kim Young-sam.
El caso Burim en 1981, vio a individuos inocentes, que formaban parte de un club de lectura, arrestados arbitrariamente y severamente torturados para hacer una confesión falsa de que estaban leyendo "literatura comunista".
Bajo la presidencia de Kim Dae-jung, activista por la democracia y ganador del Premio Nobel de la Paz, y Roh Moo-hyun, un ex abogado de derechos humanos convertido en político, la República de Corea fue progresista en la base de los derechos humanos. La Comisión Nacional de Derechos Humanos de Corea (NHRCK) fue fundada por el gobierno y el gobierno del presidente Kim. Durante su gobierno, las ONG relacionadas con los campos de los derechos recibieron fondos para operar y fortalecer la sociedad civil. Cuando su sucesor Roh siguió al expresidente y promovió reformas como la transparencia, la expansión del bienestar y el apoyo social, la nación tenía grandes esperanzas. Sin embargo, su inexperiencia en la arena política frenó la ejecución de sus planes.
Después de estas presidencias están Lee Myung-bak y Park Geun-hye, ambos fallos llevaron a la caída del sector de la libertad política y los derechos humanos a través de recortes presupuestarios y demandas por difamación contra la prensa. Durante el mandato de Park en la presidencia, un investigador de la ONU estaba dispuesto a hacer una evaluación crítica sobre el desempeño y ejecución de las protestas de la presidenta Park.